# Malo Grablje
Malo Grablje falu Horvátországban, Split-Dalmácia megyében. Közigazgatásilag Hvarhoz tartozik.

## Fekvése
Splittől légvonalban 38 km-re délre, Hvar városától légvonalban 5, közúton 9 km-re keletre, a Hvar-sziget nyugati részén fekszik. 

## Története
Malo Grablje még a 16. században népesült be valószínűleg a közeli Velo Grabljéról. Először 1539-ben említik és a 19. század végéig a lakosság összeírások nem is különböztették meg a két települést. Az 1853-as összeírás szerint a településen 10 ház állt 13 családdal, 10 öszvérrel, 1 szamárral, 72 kecskével és 104 juhhal. Lakói főként állattenyésztéssel és szőlőtermesztéssel foglalkoztak. A 19. század második felére egyre inkább a szőlőtermesztés került előtérbe különösen azután, hogy Európa ültetvényeinek többségét tönkretették a filoxéra és peronoszpóra fertőzések. Egyre több és nagyobb ház épült a településen, ahol 1881-ben felépítették a templomot, majd az iskolát is. Malom és olajprés létesült. Jellegzetes malo grobljei borfajták voltak a „rebran”, a „blajka” és a „kurtelaška” fehérborok, valamint a „drenekuša” és a „bubak” vörösborok. A szőlészet fejlődésével a 20. század elején a lakosság egy része a szőlőültetvényekhez közel a Milna-öbölben kezdett házat építeni. A társadalmi, gazdasági változások, valamint az ezt a területet is érintő filoxérajárvány után a fő termény a szőlő helyett a rozmaring, a dalmátvirág és a levendula lett. A turizmus fejlődésével a lakosságnak a tengerpartra vándorlása felerősödött és az 1970-es évekre már Malo Grablje teljes lakossága áttelepült Milnára. Kezdetben még változatlanul művelték korábbi mezőgazdasági területeiket, mára ez a tevékenység már csak a lakosság kis részére jellemző. Védőszentjük Szent Tudor (Teodor) ünnepén ma is összegyűlnek a malo grabljei templom körül a hagyományos helyi szentmisére és fesztiválra.

## Népesség
| Lakosság változása | Lakosság változása | Lakosság változása | Lakosság változása | Lakosság változása | Lakosság változása | Lakosság változása | Lakosság változása | Lakosság változása | Lakosság változása | Lakosság változása | Lakosság változása | Lakosság változása | Lakosság változása | Lakosság változása | Lakosság változása |
| ------------------ | ------------------ | ------------------ | ------------------ | ------------------ | ------------------ | ------------------ | ------------------ | ------------------ | ------------------ | ------------------ | ------------------ | ------------------ | ------------------ | ------------------ | ------------------ |
| 1857               | 1869               | 1880               | 1890               | 1900               | 1910               | 1921               | 1931               | 1948               | 1953               | 1961               | 1971               | 1981               | 1991               | 2001               | 2011               |
| 0                  | 0                  | 123                | 103                | 139                | 178                | 100                | 121                | 112                | 115                | 6                  | 0                  | 0                  | 0                  | 0                  | 0                  |

(1857-ben és 1869-ben lakosságát Velo Grabljéhez számították.)

## Nevezetességei
Szent Tudor tiszteletére szentelt temploma 1881-ben épült.